# 大野克夫
大野克夫（1939年9月12日—），京都府京都市出身的作曲家。

## 簡歷
1939年京都市出生。以關西的爵士吧為中心，演奏電吉他開始了音樂活動。
1962年，跟隨田邊昭知的蜘蛛樂隊（The Spiders），為日本的Group Sounds（GS）搖滾樂奠下基礎，1970年因GS熱潮減退而解散。
1971年初與蜘蛛樂隊的井上堯之、老虎樂隊（The Tigers）的澤田研二和岸部一德，以及誘惑者樂隊（The Tempters）的萩原健一和大口廣司組成新的搖滾樂隊「PYG」，期間開始以井上堯之Band的名義為澤田研二伴奏，PYG解散後，井上堯之Band成為澤田的專用伴奏樂隊，大野專門負責為澤田作曲、編曲等工作，樂隊同時又開始為電視劇、電影等配樂，如1972年的《向太阳怒吼！》。1977年，大野為澤田所作的單曲《从心所欲》（從心所欲）獲得日本唱片大獎、日本歌謠大獎等多個音樂大獎。
1980年，井上堯之Band解散，成立大野克夫Band，著名作品有《名偵探柯南》系列的音樂，以及臺港歌手相繼翻唱的名曲〈任意讓時光消逝〉（臺灣：〈愛你一萬年〉／香港：〈讓一切隨風〉）。

## 外部連結
- JASRAC HP「作家で聴く音楽第15回」 （页面存档备份，存于）

1. ↑  . プレジデントオンライン. 2020-04-14  [2020-04-13]. （原始内容存档于2020-06-04）.